# Дагмара Град
Дагмара Град (пол. Dagmara Grad; нар. 1 червня 1990, Польща) — польська футболістка, півзахисниця. Виступала за національну збірну Польщі.

## Клубна кар'єра
Футболом розпочала займатися в клубі «УМКС Зак» із Кельців, за 80 км від місця її народження. У 2005 році, після завершення юнацької кар'єри, перейшла до КС АЗС (Вроцлав). В Екстралізі дебютувала 14 серпня 2005 року в переможному (1:0) виїзному поєдинку 1-го туру проти «Гурника» (Ленчна). Поступово стала однією з провідних гравчинь команди, а в 2008 році вперше взяла участь у жіночій Лізі чемпіонів.
У січні 2011 року перейшла до клубу Другого дивізіону чемпіонату Німеччини «Клоппенбург». У наступному сезоні з клубом вона стала переможницею Другої Бундесліги «Північ» і разом з ним вийшла до Бундесліги. Після 36 матчів за «Клоппенбург» на початку 2014 року повернулася до Польщі. Після виступів за «Заглемб'є» (Любін), у 2015 році перейшла до «Медика».

## Кар'єра в збірній
З 2012 року виступала за національну збірну Польщі.

## Статистика виступів за «Клоппенбург»
| Сезон   | Клуб          | країна    | Змагання | Матчі | Голи |
| ------- | ------------- | --------- | -------- | ----- | ---- |
| 2010/11 | «Клоппенбург» | Німеччина | 2 БЛ     | 8     | 0    |
| 2011/12 | «Клоппенбург» | Німеччина | 2 БЛ     | 19    | 1    |
| 2012/13 | «Клоппенбург» | Німеччина | 2 БЛ     | 9     | 0    |
| Загалом | Загалом       | Загалом   | Загалом  | 36    | 1    |

Останнє оновлення: вересень 2020

## Досягнення
«Клоппенбург»
- Друга Бундесліга-«Північ»
  -  Чемпіон (1): 2013/14